# Campo di spezzamento
In algebra, un campo di spezzamento (o campo di riducibilità completa) di un polinomio {\displaystyle p(x)}, definito su un campo {\displaystyle K}, è la più piccola estensione di {\displaystyle K} che contiene tutte le radici di {\displaystyle p(x)}.

## Definizione
Sia {\displaystyle K} un campo e {\displaystyle p(x)} un polinomio a coefficienti in {\displaystyle K}. Se {\displaystyle p(x)} è costante, un suo campo di spezzamento è {\displaystyle K}. Sia ora {\displaystyle p(x)} non costante di grado {\displaystyle n}. Un'estensione {\displaystyle L} di {\displaystyle K} è un campo di spezzamento di {\displaystyle p(x)} se:
- esistono {\displaystyle \alpha _{1},\ldots ,\alpha _{n}\in L} (non necessariamente distinti) ed {\displaystyle u\in K\setminus \{0\}} tali che

{\displaystyle p(x)=u(x-\alpha _{1})\cdots (x-\alpha _{n})};
- l'estensione generata da {\displaystyle \alpha _{1},\ldots ,\alpha _{n}} su {\displaystyle K} è uguale ad {\displaystyle L}.

La seconda condizione può anche essere espressa dicendo che, se {\displaystyle L_{1}} è un'estensione intermedia tra {\displaystyle K} ed {\displaystyle L} (ossia se {\displaystyle K\subseteq L_{1}\subsetneq L}), allora esiste {\displaystyle i\in \{1,\ldots ,n\}} tale che {\displaystyle \alpha _{i}\notin L_{1}}; in questo senso, {\displaystyle L} è la più piccola estensione di {\displaystyle K} contenente tutte le radici (non necessariamente distinte) {\displaystyle \alpha _{1},\ldots ,\alpha _{n}} di {\displaystyle p(x)}.

## Costruzione
Se {\displaystyle p(x)} è un polinomio a coefficienti in {\displaystyle K}, è sempre possibile costruire un campo di spezzamento di {\displaystyle p(x)} su {\displaystyle K}, applicando ripetutamente quozienti di anelli di polinomi.
Supponiamo infatti che {\displaystyle p(x)} si fattorizzi in {\displaystyle K[x]} come {\displaystyle f_{1}(x)\cdots f_{n}(x)}. Allora, l'anello quoziente {\displaystyle K_{1}[x]:=K[x]/(f_{1}(x))} è un campo (poiché {\displaystyle (f_{1}(x))} è un ideale massimale) che contiene {\displaystyle K} e una radice di {\displaystyle f_{1}(x)}. La fattorizzazione di {\displaystyle p(x)} in {\displaystyle K_{1}[x]} comprenderà quindi un fattore lineare (corrispondente alla radice di {\displaystyle f_{1}(x)}).
Il procedimento può essere ripetuto (passando poi ai fattori {\displaystyle f_{2}(x),\ldots ,f_{n}(x)}) e termina dal momento che il grado di {\displaystyle p(x)} è finito; il campo che si ottiene alla fine è esattamente un campo di spezzamento di {\displaystyle p(x)} su {\displaystyle K}.
Applicando questa costruzione ad ogni polinomio (con l'aiuto del lemma di Zorn se il campo di partenza non è numerabile) si ottiene la costruzione di una chiusura algebrica di {\displaystyle K}.

## Unicità
Due campi di spezzamento di uno stesso polinomio, su uno stesso campo, sono isomorfi.
Se {\displaystyle F} è un campo algebricamente chiuso contenente {\displaystyle K} (ad esempio, se è la sua chiusura algebrica) allora esiste un unico campo di spezzamento di {\displaystyle p(x)} contenuto in {\displaystyle F}. Gli automorfismi di questo campo di spezzamento formano un gruppo che, se {\displaystyle p(x)} è separabile su {\displaystyle K}, è detto gruppo di Galois del polinomio; esso misura, in un certo senso, in quanti modi diversi il campo di spezzamento di {\displaystyle p(x)} può essere costruito.
I sottocampi di {\displaystyle F} che sono campi di spezzamento di un polinomio separabile a coefficienti in {\displaystyle K} sono esattamente le estensioni algebriche, normali e di grado finito di {\displaystyle K}.
Se {\displaystyle p(x)} è irriducibile, tale campo è la chiusura normale del sottocampo {\displaystyle K(\alpha )}, dove {\displaystyle \alpha } è una qualsiasi radice di {\displaystyle p(x)}.

## Esempi
- Sia {\displaystyle K=\mathbb {Q} } il campo dei numeri razionali e {\displaystyle p(x)=x^{3}-2}. Il campo di spezzamento di {\displaystyle p(x)} contenuto nel campo dei numeri complessi {\displaystyle \mathbb {C} } (che è algebricamente chiuso) è il sottocampo generato (su {\displaystyle \mathbb {Q} }) dalla radice cubica di 2 e dalle radici terze dell'unità.
- Il campo di spezzamento di {\displaystyle x^{2}+1} sul campo {\displaystyle \mathbb {R} } dei numeri reali è tutto {\displaystyle \mathbb {C} }.
- Il campo di spezzamento di {\displaystyle x^{p^{n}}-x} sul campo {\displaystyle \mathbb {Z} _{p}} delle classi di resto modulo {\displaystyle p} (dove {\displaystyle p} è un numero primo) è un campo finito di ordine {\displaystyle p^{n}}. In particolare, l'esistenza e l'unicità dei campi di spezzamento dimostra che, se {\displaystyle q} è la potenza di un numero primo, allora esiste un unico campo (a meno di isomorfismo) di cardinalità {\displaystyle q}.